# Werner Stewe
Werner Stewe (* vor 1949) ist ein deutscher Regisseur, Spielleiter, Dramaturg, Hörspielregisseur und Autor.

## Leben
Stewe war schwerpunktmäßig in den 1950er Jahren im Ost-Teil Berlins als Regisseur, Spielleiter, Dramaturg und Autor tätig.
1953 war er Regisseur bei dem Theaterstück Wo uns der Schuh drückt von Giorgi Mdiwani bei einer Inszenierung am Theater am Schiffbauerdamm in Berlin. Die Hauptrollen spielten Ilse Nürnberg, Albert Garbe, Steffie Spira, Peter Marx, Lothar Firmans, Hansjoachim Hanisch, Hans Ulrich, Gerd-Michael Henneberg, Hannelore Schüler und Marga Legal. In der Spielzeit 1954/55 war er an der Volksbühne am Rosa-Luxemburg-Platz als Regisseur und Spielleiter tätig. 1954 inszenierte er dort eine Bühnenfassung von Leo Tolstois Roman Anna Karenina. Die Premiere war im September 1954; die Hauptrollen spielten Manja Behrens (Anna) und Jochen Brockmann (Wronski). Im Juni 1955 inszenierte er bei einer Matinee das Stück Kressin rettet Italia von Friedrich Wolf. In der Spielzeit 1956/57 inszenierte er im Oktober 1956 an der Volksbühne Berlin das Theaterstück Harlekin und Columbine von Günter Rücker mit Edwin Marian und Elfie Garden in den Hauptrollen.
Stewe war auch als Autor tätig. Er verfasste eigene Hörspiele, auch bearbeitete er Theaterstücke für den Rundfunk. 1952 schuf er gemeinsam mit Heinz Kahlow eine Hörspielfassung von Nikolai Gogols Theaterstück Die Heirat, bei der Gottfried Herrmann die Regie führte. 1954 führte er Regie bei dem heiteren DDR-Fernsehspiel Egon-Hugo Brademeyer und die Milliarde; die Erstausstrahlung war im Oktober 1954 im Fernsehen der DDR.
Von Stewe stammen auch die Idee und die literarische Vorlage zu dem DDR-Spielfilm Tilman Riemenschneider (1958) von Helmut Spieß. Stewe schrieb die Filmerzählung gemeinsam mit Harry Hindemith.

## Hörspiele

### Autor
- 1949: Legionäre – Regie: Carlheinz Riepenhausen (Dokumentarhörspiel – Berliner Rundfunk)
- 1949: Der große Damm – Regie: Hanns Farenburg (Berliner Rundfunk)
- 1951: Deine Freunde sind mit Dir – Regie: Gottfried Herrmann (Berliner Rundfunk)

### Regie
- 1950: Karl Sonnabend/Werner Hardt: Der himmlische Landverteiler
- 1950: Maximilian Scheer: Paris, den 28. April
- 1950: Wie kann es sein, dass Kapitän Brown seine Wette verlor
- 1951: Walentina Ljubimowa: Schneeball
- 1951: Georg Kaiser: Amphitryon (Amphitryon und Zeus)
- 1951: Egon Erwin Kisch: Landung verboten
- 1951: Maximilian Scheer: „Todeshandel“ oder „Mut zur Freiheit“
- 1951: Oleksandr Kornijtschuk: Der Chirurg
- 1951: Albert Maltz: Die Nächte enden
- 1951: Maximilian Scheer: Der Hexenmeister
- 1957: Günther Weisenborn: Reiherjäger
- 1958: Günther Weisenborn: Yang-Tse-Kiang
- 1960: Rolf Schneider: Affären (Hörspiel – Rundfunk der DDR)